# Si lo oigo, me olvido, si lo veo ....
|  | Denne artikel er oprettet af botten Steenthbot ud fra en ekstern database. Den kan derfor have sproglige fejl eller mangler. Denne skabelon kan fjernes efter kontrol af indholdet. |

Si lo oigo, me olvido, si lo veo .... er en dansk dokumentarfilm fra 1989 instrueret af Birgitte Markussen og H.H. Philipsen.

## Handling
Filmen beskriver projektet CESPAC, der allerede i begyndelsen af 1970erne arbejdede på at integrere video i audiovisuel pædagogik, som anvendes til undervisning af højlandsbønder i Peru. Projektet skildres gennem konkret undervisningsaktivitet og samtale.